# Поплавська Ядвіга Костянтинівна
Ядвіга Костянтинівна Поплавська (біл. Ядзві́га Канстанці́наўна Папла́ўская, 1 травня 1949, хутір Далідовічі Воложинського району, БССР) — радянська та білоруська естрадна співачка польсько-білоруського походження, учасниця першого складу ансамблю «Вераси», Народна артистка Білорусі.

## Походження

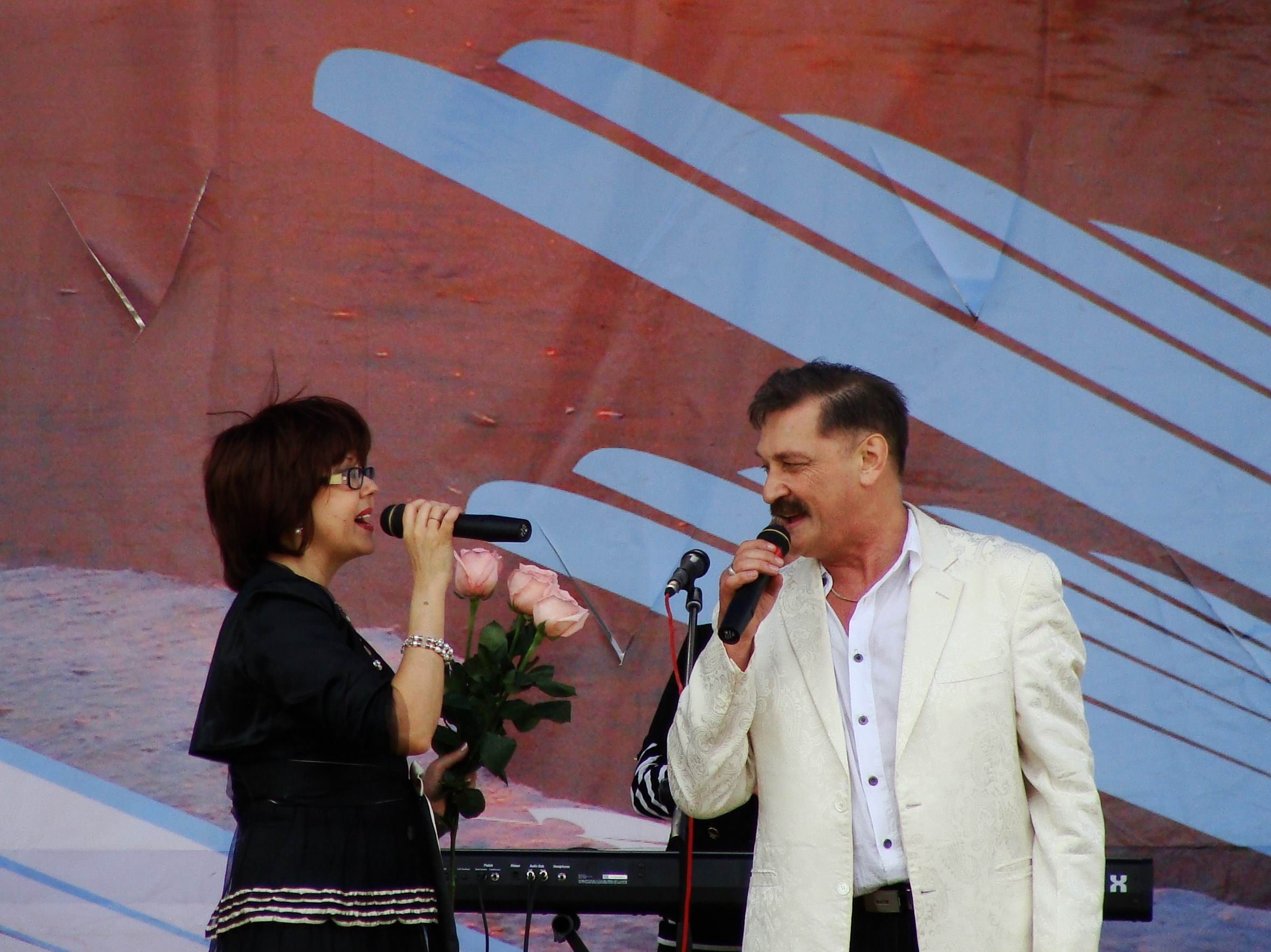
Олександр Тиханович та Ядвіга Поплавська, Сєверодвінськ, День ВМФ, 2009 рік

Народилася в музичній сім'ї, батько, хормейстер Костянтин Поплавський, разом з Геннадієм Цитовичем створював Білоруський державний народний хор.
|  | У нашій родині було троє дітей — старша сестра, молодший брат і я. У тата була мрія зробити сімейне тріо. Христина мала грати на фортепіано, я — на скрипці, а молодший Чесік — на віолончелі. Чесно кажучи, перший рік я дуже старалася, займалася сумлінно. Але мені було так важко довго стояти і тримати в руках скрипочку, що на мене махнули рукою і посадили за фортепіано. Тут я теж проявила посидючість, тому що мені було цікаво підбирати мелодії, грати з сестрою в чотири руки і бачити як це подобається мамі і татові |

## Навчання
Закінчила Білоруську консерваторію по класу фортепіано і відділення композиції.

## Творчість
1971 року стала співзасновницею популярного в 1970-ті роки мінського ВІА «Вераси». В ансамблі займалася аранжуванням, грала на клавішних, виконувала вокальні партії. 1973 року до ансамблю прийшов Олександр Тиханович (бас-гітара, вокал, труба), що став згодом чоловіком Я. Поплавської.
1986 року Я. Поплавська та О. Тиханович були змушені розлучитися з ансамблем «Вераси», а в 1987 році перейшли у щойно організований Державний оркестр Білорусі під керуванням Михайла Фінберга.
Після перемоги на конкурсі «Пісня 88» з піснею «Счастливый случай» (музика Едуарда Ханка, слова Лариси Рубальської) Я. Поплавська та О. Тиханович створили дует з однойменною назвою, а пізніше на основі дуету була сформована однойменна група. У групі «Счастливый случай» займалася аранжуванням, грала на клавішних і була вокалісткою. Група брала участь у фестивалі «Золота ліра» (Білорусь), гастролювала в Росії, Білорусі, Болгарії, Чехословаччині, Німеччині, Югославії, Польщі, Угорщині, Фінляндії, Франції, Канаді та Ізраїлі.
1988 року разом з чоловіком організовує Театр пісні Ядвіги Поплавської та Олександра Тихановича. Через цю студію пройшло багато молодих білоруських виконавців — Олександр Солодуха, група «Ляпис Трубецкой» та ін.
Пісня «Чараўніца» увійшла в репертуар дуету Я. Поплавської та О. Тихановича (як і групи «Чук i Гек», ансамблю пісні і танцю Збройних Сил Білорусі). За аранжування Я. Поплавська та Сергій Сухамлін стали переможцями в номінації «Кращий аранжувальник року».

## Родина
Вдова Тихановича Олександра Григоровича.
Донька — білоруська співачка Анастасія Тиханович (нар. 1980 р.).
Онук — Іван Тиханович.
Брат — Чеслав-Віктор Поплавський, учасник групи «Пісняри».

## Нагороди та звання
- Народна артистка Білорусі (2005).

## Дискографія (фільмографія)
Альбоми ансамблю «Вераси»:
- «Наша дискотека»
- «Музыка для всех»

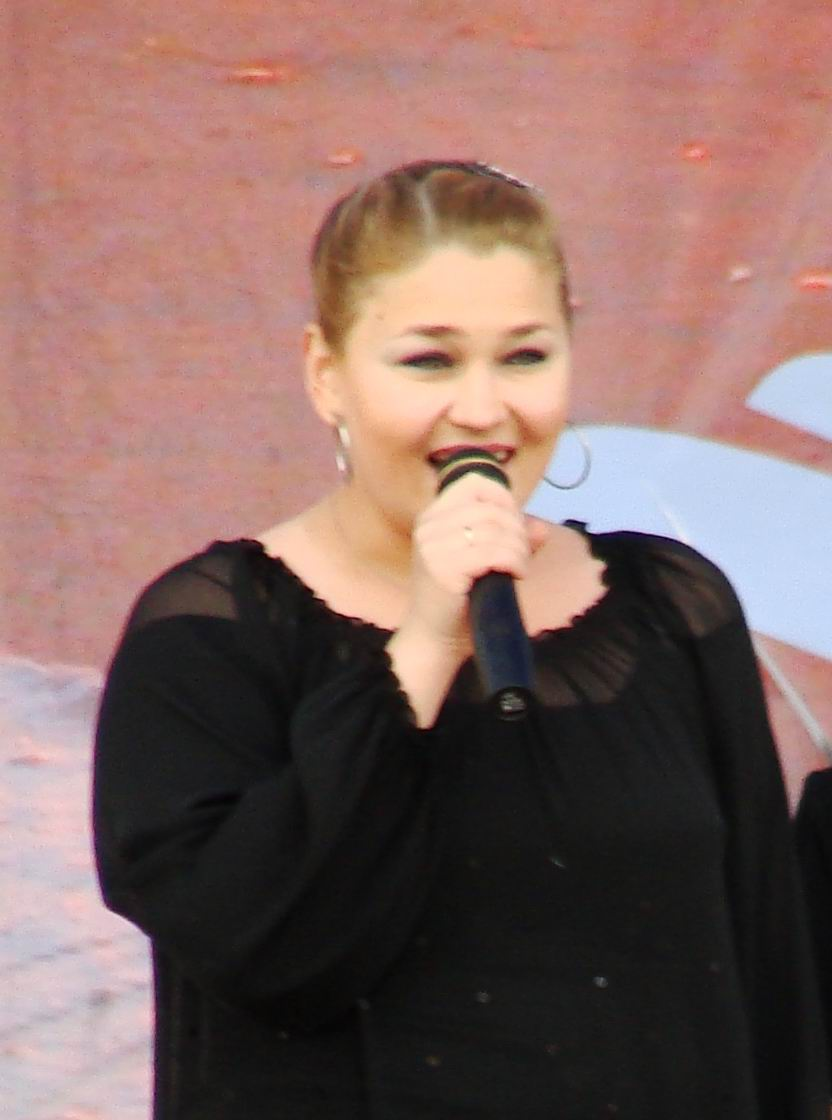
Анастасія, донька зіркового дуету, часто виступала разом із батьками

Найбільш відомі пісні ансамблю: «Малиновка» (музика Едуарда Ханка, слова Анатолія Поперечного), «Я у бабушки живу» (музика Е. Ханка, слова Ігоря Шаферана), «Белый снег» (музика Е. Ханка, слова Геннадія Буравкіна).
Альбоми Я. Поплавської та О. Тихановича:
- «Счастливый случай» (Фірма «Мелодія», LP, 1989)
- «Музыка любви» (Фірма «Мелодія»; Эдди (Мінськ), LP, 1995)
- «От „Малиновки“ и до…» (Эдди. CD, 1997)
- «Жизнь — прекрасный миг» (Master Sound, CD, 1997)
- «Любовь судьба» (West Records, 2008)

Серіал «Она не могла иначе» (Білорусь, Росія, 2013) — камео, епізод